# Camassia angusta
Camassia angusta là một loài thực vật có hoa trong họ Măng tây. Loài này được (Engelm. & A.Gray) Blank. mô tả khoa học đầu tiên năm 1907.